# La Barre (Jura)
La Barre é uma comuna francesa na região administrativa de Borgonha-Franco-Condado, no departamento de Jura. Estende-se por uma área de 3,31 km². Em 2010 a comuna tinha 241 habitantes (densidade: 72,8 hab./km²).